# Ключ 15
| 冫                     | 冫          | 冫          |
| ---------------------- | ----------- | ----------- |
| 14                     | 15          | 16          |
| Піньінь:               | bīng        | bīng        |
| Чжуїнь:                | ㄅ一ㄥ      | ㄅ一ㄥ      |
| Вейд-Джайлз:           | ping1       | ping1       |
| Ютпхін:                | bing1       | bing1       |
| Он:                    |             |             |
| Кун:                   |             |             |
| Кандзі:                | 二水 nisui  | 二水 nisui  |
| Хун:                   | 얼음 eoreum | 얼음 eoreum |
| Им:                    | 빙 byeong   | 빙 byeong   |
| Індекс у Вікісловнику: | 冫          | 冫          |

Ключ 15 — ієрогліфічний ключ, що означає лід, один із 23 (загалом існує 214) ключів Кансі, що складаються з двох рисок. 
У Словнику Кансі 115 символів із 40 000 використовують цей ключ.

## Символи, що використовують ключ 15

Як писати ієрогліф.

| додаткових рисок | ієрогліфи                        |
| ---------------- | -------------------------------- |
| 0 рисок          | 冫                               |
| 1 риска          | 习                               |
| 3 риски          | 冬 冭 冮 冯                      |
| 4 риски          | 冰 冱 冲 决 冴                   |
| 5 рисок          | 况 冶 冷 冸 冹 冺                |
| 6 рисок          | 冻 冼 冽 冾 冿 净                |
| 7 рисок          | 凁 凂 凃                         |
| 8 рисок          | 凄 凅 准 凇 凈 凉 凊 凋 凌 凍 凎 |
| 9 рисок          | 减 凐 凑                         |
| 10 рисок         | 凒 凓 凔 凕 凖                   |
| 11 рисок         | 凗                               |
| 12 рисок         | 凘                               |
| 13 рисок         | 凙 凚 凛 凜                      |
| 14 рисок         | 凝 凞                            |
| 15 рисок         | 凟                               |